# Brasenia
Brasenia  es un género de la familia Cabombaceae que incluye especies de plantas acuáticas. Fue nombrado así en honor de Christoph Brasen (1738-1774), misionero moravo, colector de plantas en Groenlandia y Labrador. Es un género monotípico cuya única especie: Brasenia schreberi J.F.Gmel., Syst. Nat.: 853 (1791), es originaria de las regiones templadas y subtropicales de África, Asia, E. Australia y América.

## Descripción
Con los caracteres generales de la familia Cabombaceae.
- Hierbas acuáticas perennes, el rizoma produce tallos verticales. Partes sumergidas con vaina gelatinosa densa y gruesa.
- Hojas sólo flotantes, peltadas, alternas, ovales.
- Flores pequeñas, púrpura oscuro. Sépalos y pétalos 3-4. Pétalos no diferenciados en uña y lámina, sin nectarios. Estambres 18-36(-51). Dehiscencia de la antera latrorsa. Carpelos 4-18, libres. Estigma linear, decurrente. Exina estriada.
- Fruto compuesto (infrutescencia); cada fruto indehiscente en aquenio, con 1-(2) semilla(s).
- Número cromosómico: 2n = 72(?), 80.

## Ecología
Viven sumergidas o flotando en lagos, lagunas, pantanos o ríos de corriente lenta, en profundidades de hasta 3 m, entre 0 y 2000 m de altura. Polinización anemógama.

## Usos
Los tallos jóvenes de Brasenia, cubiertos de mucílago, se consumen en China y Japón; en este último país constituyen un ingrediente de la conocida sopa miso. Las plantas de este género segregan fitotoxinas, lo que permitiría controlar otras plantas nocivas en su hábitat. Su mucílago es rico en ácido glucurónico, galactosa, ramnosa y otros componentes peculiares. Usados con fines medicinales por los aborígenes americanos, presenta propiedades antihelmínticas, astringentes, antidisentéricas y vulnerarias. Fuente de alimento importante para las aves acuáticas y de refugio para los peces.

## Distribución
El género se distribuye por las zonas templadas y tropicales del Nuevo y Viejo Mundo, exceptuando la Región Paleártica occidental, de donde sólo se conoce en estado fósil.

## Sinonimias
- Hydropeltis Michx., 1803. Especie tipo: Hydropeltis purpurea Michx., 1803.
- Rondachine Bosc, 1816.
- Brassenia Heynh., 1840 (error).
- Barteria Welw., 1861 (non Hook.f., 1860). Especie tipo: Barteria africana Welw., 1861.

## Táxones específicos incluidos
- Brasenia schreberi J.F. Gmel., 1791 (= Hydropeltis purpurea Michx., 1803; Hydropeltis pulla Salisb., 1807; Brasenia peltata Pursh, 1814; Barteria africana Welw., 1861; B. purpurea Casp., 1890).

Única especie del género. Pelos cortos, simples, unicelulares. Tallos de 1-2 m. Hojas glabras, 35-135 mm X 20-80 mm de ancho, peciolos de hasta 2 m. Flores de 10-25 mm de diámetro, pedúnculos de 5-20 cm. Segmentos del perianto 10-15(-20) X 2-7 mm, ápice obtuso, los pétalos más largos y estrechos. Estambres la mitad de largos que los pétalos, anteras lineares, de 4 mm. Frutos 6-10 mm de diámetro, flotantes. Semillas 2,5-4,0 mm X 2-3 mm.
- Brasenia hydropeltis Muhl., Cat. Pl. Amer. Sept.: 55 (1813).
- Brasenia peltata Pursh, Fl. Amer. Sept. 2: 389 (1813), nom. illeg.
- Cabomba peltata F.Muell., Pl. Victoria: 15 (1862), nom. illeg.
- Brasenia nymphoides Baill., Hist. Pl. 3: 82 (1871).
- Brasenia purpurea (Michx.) Casp., Jorn. Sci. Acad. 4: 312 (1874).
- Brasenia pelta Casp. in H.G.A.Engler & K.A.E.Prantl (eds.), Nat. Pflanzenfam. 3(2): 6 (1886), orth. var.[2]